# Вишневский, Иван Сергеевич (хоккеист)
Иван Сергеевич Вишневский (род. 18 февраля 1988, Барнаул) — российский хоккеист, защитник; тренер.

## Карьера
Воспитанник барнаульского «Мотора». Начал свою профессиональную карьеру в 2005 году в составе клуба лиги QMJHL «Руэн-Норанда Хаскис», который выбрал его под общим 68 номером на драфте Канадской хоккейной лиги, выступая до этого за фарм-клуб тольяттинской «Лады». В следующем году на драфте НХЛ он был выбран в 1 раунде под общим 27 номером клубом «Даллас Старз». В составе «Хаскис» Иван выступал на протяжении 3 сезонов, набрав за это время 166 (51+115) очков в 197 проведённых матчах.
18 июля 2007 года Вишневский подписал трёхлетний контракт с «Далласом», в составе которого 7 апреля 2009 года в матче против «Миннесоты Уайлд» дебютировал в НХЛ. 2 дня спустя он набрал своё первое результативное очко в лиге, сделав результативную передачу в победном матче против «Колорадо Эвеланш». Всего в том сезоне Иван провёл в составе «звёзд» 3 матча, набрав 2 (0+2) очка, однако большую часть сезона он провёл в АХЛ, где выступал в составе клуба «Пеория Ривермен».
Сезон 2009/10 Вишневский начал в новом фарм-клубе «Далласа» «Техас Старз». 21 декабря 2009 года в матче против «Сан-Хосе Шаркс» случайно забросил шайбу в свои пустые ворота, после чего вновь был отправлен в АХЛ. Вернувшись в «Техас», Вишневский стал лучшим снайпером клуба среди защитников, однако 9 февраля 2010 года он был обменян в «Атланту Трэшерз» на Кари Лехтонена. Остаток сезона провёл в фарм-клубе «дятлов» «Чикаго Вулвз», набрав 18 (2+16) очков в 42 проведённых матчах.
1 июля 2010 года Вишневский вновь был обменян — в состав новоиспечённых обладателей Кубка Стэнли «Чикаго Блэкхокс» на Эндрю Лэдда. Однако Вишневский так и не получил шанса сыграть за «ястребов», проведя весь сезон 2010/11 в АХЛ в составе «Рокфорд Айсхогс», и набрав 15 (5+10) очков в 46 матчах.
17 мая 2011 года Вишневский подписал контракт с мытищинским «Атлантом». 1 мая 2013 года подписал контракт с уфимским «Салаватом Юлаевым».
4 мая 2016 года перешёл в команду «Торпедо».
2 мая 2017 года перешел в команду «Трактор».
20 декабря 2019 года перешёл в московский «Спартак», контракт заключён до 30 апреля 2020 года. Защитник сыграл в сезоне 2019/20 за команду 17 матчей, в которых набрал 6 (1+5) очков при показателе полезности «-5». 30 апреля 2020 года в связи с истечением срока действия контракта покинул «Спартак».
30 ноября 2020 года «Лада» заключила с Вишневским договор сроком до конца сезона.
16 февраля 2021 года подписал контракт со словацким клубом «Попрад».
Сезон 2021/22 начал в составе команды «ГИБДД», выступающей в Лиге любительского хоккея Новосибирска.

## Достижения
- Член символической сборной новичков Канадской хоккейной лиги 2006.
- Участник матча «Всех звёзд» АХЛ 2010.

## Статистика
| Легенда | Легенда                    | Легенда | Легенда                   | Легенда | Легенда    |
| ------- | -------------------------- | ------- | ------------------------- | ------- | ---------- |
| И       | Количество проведённых игр | Штр     | Штрафное время            | +/−     | Плюс-минус |
| Г       | Голы                       | П       | Голевые передачи          | О       | Очки       |
| -       | Статистика неизвестна      | —       | Статистика не учитывалась |         |            |